# مگومی اوناکا
مگومی اوناکا (انگلیسی: Megumi Ohnaka; ۲۴ ژوئیهٔ ۱۹۲۴ – ۳ دسامبر ۲۰۱۸) آهنگساز اهل ژاپن بود.